# Polnische Meisterschaften im Skilanglauf 2008
Die Polnischen Meisterschaften im Skilanglauf 2008 fanden vom 26. bis zum 30. März 2008 in Szklarska Poręba statt. Ausgetragen wurden bei den Männern die Distanzen 10 km und 30 km und bei den Frauen 5 km und 15 km. Zudem wurden Sprint und Staffelrennen absolviert. Bei den Männern gewann Maciej Kreczmer über 10 km und mit der Staffel von LKS Poroniec Poronin. Zudem siegte Janusz Krężelok im Sprint und Mariusz Michałek über 30 km. Bei den Frauen holte Justyna Kowalczyk die Meistertitel über 5 km und 15 km sowie mit der Staffel von KS AZS-AWF Katowice. Das Sprintrennen gewann Sylwia Jaśkowiec.

## Ergebnisse Herren

### Sprint Freistil
| Platz | Name            | Verein                  |
| ----- | --------------- | ----------------------- |
| 1     | Janusz Krężelok | KS AZS-AWF Katowice     |
| 2     | Maciej Kreczmer | LKS Poroniec Poronin    |
| 3     | Maciej Staręga  | UKS Rawa Siedlce        |
| 4     | Tomasz Kałużny  | LKS Poroniec Poronin    |
| 5     | Wojciech Biskup | AZS AWF Kraków-Zakopane |
| 6     | Mateusz Nuciak  | LKS Poroniec Poronin    |

Datum: 26. März

Es waren 41 Läufer am Start.

### 10 km klassisch
| Platz | Name              | Verein                 | Zeit (min) |
| ----- | ----------------- | ---------------------- | ---------- |
| 1     | Maciej Kreczmer   | LKS Poroniec Poronin   | 28:06,6    |
| 2     | Janusz Krężelok   | KS AZS-AWF Katowice    | 28:36,5    |
| 3     | Mariusz Michałek  | KS AZS-AWF Katowice    | 28:50,8    |
| 4     | Józef Tatar       | LKS Poroniec Poronin   | 29:11,2    |
| 5     | Marcin Branas     | LKS Poroniec Poronin   | 29:41,1    |
| 6     | Mateusz Nuciak    | LKS Poroniec Poronin   | 29:51,8    |
| 7     | Sebastian Gazurek | NKS Trójwieś Beskidzka | 29:56,6    |
| 8     | Tomasz Kałużny    | LKS Poroniec Poronin   | 29:57,9    |
| 9     | Piotr Śliwka      | KS AZS-AWF Katowice    | 30:07,3    |
| 10    | Maciej Staręga    | UKS Rawa Siedlce       | 30:14,7    |

Datum: 29. März

Es waren 36 Läufer am Start.

### 30 km Freistil Massenstart
| Platz | Name             | Verein                    | Zeit (std) |
| ----- | ---------------- | ------------------------- | ---------- |
| 1     | Mariusz Michałek | KS AZS-AWF Katowice       | 1:17:18,3  |
| 2     | Janusz Krężelok  | KS AZS-AWF Katowice       | 1:18:17,4  |
| 3     | Tomasz Kałużny   | LKS Poroniec Poronin      | 1:18:29,0  |
| 4     | Wojciech Biskup  | AZS AWF Kraków-Zakopane   | 1:18:59,3  |
| 5     | Rafał Węgrzyn    | MKS Halicz Ustrzyki Dolne | 1:22:06,9  |
| 6     | Mateusz Hluchnik | KS AZS-AWF Katowice       | 1:22:22,0  |
| 7     | Piotr Śliwka     | KS AZS-AWF Katowice       | 1:23:23,3  |
| 8     | Krzysztof Stec   | KS AZS-AWF Katowice       | 1:23:58,7  |
| 9     | Tomasz Sikora    | NKS Trójwieś Beskidzka    | 1:25:34,8  |
| 10    | Jakub Mroziński  | KS Sniezka                | 1:26:15,5  |

Datum: 27. März

Es waren 22 Läufer am Start.

### 4 × 10 km Staffel
| Platz | Team                                                                                     | Zeit (std) |
| ----- | ---------------------------------------------------------------------------------------- | ---------- |
| 1     | LKS Poroniec PoroninJózef Tatar Maciej Kreczmer Mateusz Nuciak Tomasz Kałużny            | 1:44:55,0  |
| 2     | KS AZS-AWF KatowicePiotr Kocoń Piotr Śliwka Mariusz Michałek Janusz Krężelok             | 1:45:07,0  |
| 3     | UKS Regle KościeliskoJanusz Zając Maciej Nędza-Kubiniec Andrzej Nędza-Kubiniec Jan Tylka | 1:55:02,0  |

Datum: 30. März

Es waren 8 Teams am Start.

## Ergebnisse Frauen

### Sprint Freistil
| Platz | Name                 | Verein                    |
| ----- | -------------------- | ------------------------- |
| 1     | Sylwia Jaśkowiec     | KS AZS-AWF Katowice       |
| 2     | Marcela Marcisz      | MKS Halicz Ustrzyki Dolne |
| 3     | Kornelia Marek       | KS AZS-AWF Katowice       |
| 4     | Beata Szymańczak     | LKS Klimczok Bystra       |
| 5     | Kinga Bieszczad      | KS AZS-AWF Katowice       |
| 6     | Agnieszka Szymańczak | KS AZS-AWF Katowice       |

Datum: 26. März

Es waren 29 Läuferinnen am Start.

### 5 km klassisch
| Platz | Name                 | Verein               | Zeit (min) |
| ----- | -------------------- | -------------------- | ---------- |
| 1     | Justyna Kowalczyk    | KS AZS-AWF Katowice  | 14:00,4    |
| 2     | Kornelia Marek       | KS AZS-AWF Katowice  | 14:36,4    |
| 3     | Sylwia Jaśkowiec     | KS AZS-AWF Katowice  | 14:51,3    |
| 4     | Paulina Maciuszek    | LKS Poroniec Poronin | 15:17,6    |
| 5     | Martyna Galewicz     | LKS Poroniec Poronin | 15:41,1    |
| 6     | Agnieszka Szymańczak | KS AZS-AWF Katowice  | 15:56,4    |
| 7     | Anna Staręga         | UKS Rawa Siedlce     | 16:04,9    |
| 8     | Agata Marek          | UMKS Marklowice      | 16:18,2    |
| 9     | Beata Szymańczak     | LKS Klimczok Bystra  | 16:19,7    |
| 10    | Kinga Bieszczad      | KS AZS-AWF Katowice  | 16:21,7    |

Datum: 29. März

Es waren 30 Läuferinnen am Start.

### 15 km Freistil Massenstart
| Platz | Name                 | Verein                    | Zeit (min) |
| ----- | -------------------- | ------------------------- | ---------- |
| 1     | Justyna Kowalczyk    | KS AZS-AWF Katowice       | 41:44,7    |
| 2     | Sylwia Jaśkowiec     | KS AZS-AWF Katowice       | 42:37,0    |
| 3     | Kornelia Marek       | KS AZS-AWF Katowice       | 42:38,5    |
| 4     | Paulina Maciuszek    | LKS Poroniec Poronin      | 45:23,5    |
| 5     | Agnieszka Szymańczak | KS AZS-AWF Katowice       | 46:07,0    |
| 6     | Anna Staręga         | UKS Rawa Siedlce          | 46:07,8    |
| 7     | Kinga Bieszczad      | KS AZS-AWF Katowice       | 46:08,1    |
| 8     | Marcela Marcisz      | MKS Halicz Ustrzyki Dolne | 47:22,2    |
| 9     | Martyna Galewicz     | LKS Poroniec Poronin      | 47:25,5    |
| 10    | Natalia Grzebisz     | UKS Rawa Siedlce          | 48:20,2    |

Datum: 27. März

Es waren 24 Läuferinnen am Start.

### 4 × 5 km Staffel
| Platz | Team                                                                                     | Zeit         |
| ----- | ---------------------------------------------------------------------------------------- | ------------ |
| 1     | KS AZS-AWF KatowiceKornelia Marek Agnieszka Szymańczak Kinga Bieszczad Justyna Kowalczyk | 59:59,0 min. |
| 2     | KS AZS-AWF KatowiceAleksandra Prekurat Monika Napora Weronika Kocoń Sylwia Jaśkowiec     | 1:05:46,0 h. |
| 3     | UKS Rawa SiedlceNina Grzebisz Katarzyna Iskra Natalia Grzebisz Anna Staręga              | 1:06:57,0 h. |

Datum: 30. März

Es waren 6 Teams am Start.